# Trío Los Murcianos
Trío Los Murcianos es el nombre de una agrupación de música popular de Puerto Rico. Los Murcianos se enmarcaron en la fuerte tradición que este tipo de conjuntos tuvo en "la isla del encanto”.

## Historia
El trío  surgió en 1945 influido en gran medida por el auge alcanzado en Latinoamérica por el trío “Los Panchos”. Su fundador fue el guitarrista Máximo Torres, a quien se le atribuye la introducción del “requinto” como instrumento ejecutante en la música puertorriqueña. Además de Máximo, como requinto y tercera voz,  el trío estuvo conformado en sus inicios por Israel Berríos en la voz prima y Gelín Torres como segunda voz. Posteriormente  pasaron por su formación importantes figuras de la música  popular de Puerto Rico como lo son Raúl Balseiro, Paquitín Soto, Tato Díaz “el hispano” y Cheíto González quien formó parte del trío entre 1952 y 1953.
A principios de la década de 1960, a la formación del grupo se incorporó Aidita Viles, a la sazón cantante de lo que en ese momento se conoció como “La Nueva Ola”. Con Aidita grabaron primero el sencillo “Julia” del italiano Edilio Capotosti.  Más tarde grabaron “Don’t Brake my Heart”  ,  “Eres todo para mí” “Lover” y “Mambo Rock”, esta última grabada originalmente por Chubby Checker.
En 2004 Los Murcianos se reestructuraron esta vez con Máximo, Paquitín Soto y Harry Fraticelli.

## Discografía (incompleta)
- “Julia / Los Murcianos con Aidita Viles” Gema, LPG-1144, 1962
- "Tuya en Septiembre"
- Trío Los Murcianos - Cien Años